# Белелуйка
Белелу́йка (Белелу́я) — річка в горбистій частині Покуття, в межах Городенківського і Снятинського районів Івано-Франківської області. Ліва притока Пруту (басейн Дунаю).

## Опис
Довжина 30 км, площа басейну 253 км². Долина V-подібна, завширшки від 0,4 до 2 км, у верхній течії місцями заболочена. Річище звивисте, завширшки від 2 до 12 м, є острови. Похил річки 1,8 м/км.

## Розташування
Витоки розташовані на північно-західній околиці села Вікно. Річка тече спершу на південний схід, потім на південь. Впадає до Пруту на південній околиці села Устя.
Найбільша притока: Тополівка (права).
Населені пункти, розташовані на річці: Вікно, Топорівці, Красноставці, Белелуя, Устя.
- У верхній течії річка має ще одну назву — Вікно.